# 2. Deutsche Volleyball-Bundesliga 1975/76 (Männer)
Die Saison 1975/76 der 2. Volleyball-Bundesliga der Männer war die zweite Ausgabe dieses Wettbewerbs.

## 2. Bundesliga Nord
Meister und Aufsteiger in die 1. Bundesliga wurde der VBC Paderborn.

### Mannschaften
Absteiger aus der 1. Bundesliga war der VBC Paderborn-Petershagen.

### Tabelle
|                         | Verein        | Spiele | Punkte | Sätze |
| ----------------------- | ------------- | ------ | ------ | ----- |
| 1.                      | Paderborn (A) | 14     |        |       |
| 2.                      |               | 14     |        |       |
| 3.                      |               | 14     |        |       |
| 4.                      |               | 14     |        |       |
| 5.                      |               | 14     |        |       |
| 6.                      |               | 14     |        |       |
| 7.                      |               | 14     |        |       |
| 8.                      |               | 14     |        |       |
| Stand: Abschlusstabelle |               |        |        |       |

|     | Aufsteiger in die Bundesliga    |
|     | Absteiger in die Regionalliga   |
| (A) | Absteiger aus der 1. Bundesliga |
| (N) | Aufsteiger aus der Regionalliga |

## 2. Bundesliga Süd
Meister und Aufsteiger in die 1. Bundesliga wurde der TuS Stuttgart.

### Mannschaften
In dieser Saison spielten u. a. folgende Mannschaften in der 2. Bundesliga Süd der Männer:
- GTRV Neuwied
- TuS Stuttgart

Absteiger aus der 1. Bundesliga war GTRV Neuwied.

### Tabelle
|                         | Verein    | Spiele | Punkte | Sätze |
| ----------------------- | --------- | ------ | ------ | ----- |
| 1.                      | Stuttgart | 14     |        |       |
| 2.                      |           | 14     |        |       |
| 3.                      |           | 14     |        |       |
| 4.                      |           | 14     |        |       |
| 5.                      |           | 14     |        |       |
| 6.                      |           | 14     |        |       |
| 7.                      |           | 14     |        |       |
| 8.                      |           | 14     |        |       |
| Stand: Abschlusstabelle |           |        |        |       |

|     | Aufsteiger in die Bundesliga    |
|     | Absteiger in die Regionalliga   |
| (A) | Absteiger aus der 1. Bundesliga |
| (N) | Aufsteiger aus der Regionalliga |